# Can Vilà (Girona)
Can Vilà és una obra de Girona inclosa a l'Inventari del Patrimoni Arquitectònic de Catalunya.

## Descripció
És un edifici de planta rectangular amb un cos afegit, seguint la mateixa inclinació del teulat. Al costat esquerre de la façana principal. De planta baixa i d'un pis, coberta a dues aigües, té carener perpendicular a la façana principal. Composició diversa i obertures de llinda planera. La porta principal datada de 1719. Es troba abandonada i en mal estat.